# ولاية عين صالح
ولاية إن صالح هي ولاية جزائرية تقع في جنوب الجزائر، تحمل عاصمتها نفس الاسم إن صالح.

## التعريف بالولاية
عين صالح، هي ولاية جزائرية تقع في جنوب الجزائر، تحمل عاصمتها نفس الاسم: مدينة عين صالح، يقع مركز الولاية بمدينة عين صالح، على بعد 1300 كلم جنوب الجزائر العاصمة.

## التسمية، الموقع، والمناخ

### التسمية
تعود قصة هذا الاسم (عين صالح) إلى أحد أولياء الله الذي جاءت به الأقدار مع جماعته القادمة من جهة درعة تافيلالت (الجنوب الشرقي بالمغرب) إلى هذه المنطقة في رحلة للدعوة إلى دين محمد صلى الله عليه وسلم، فشاءت الأقدار أن اشتد بهم العطش، وكانت مهمة تأمين الماء مقيدة بصالح الدرعاوي الذي ستتضح بركته في هذه المنطقة فنظرا لقحولة المنطقة لم تكن لهم وسلية أخرى لإنقاد أنفسهم سوى الدعاء لله سبحانه وتعالى. ونظراً لكون صالح صاحب المهمة كان على عاتقه إنقاد الجماعة، ويقال أنه سجد إلى الأرض وغطّى رأسه وبعد مدة (لم يتم تحديدها) بدأت مياه تنبثق من ذلك المكان فارتوت بها الجماعة وسميت بعد ذلك بعين صالح على صاحبها من طرف القرية التي انتقلت للعيش قرب العين ولحد الآن يتم إحياء هذه الذكرى كل سنة بهذه المنطقة لكنه مع الأسف تم تحريف هذه القصة شيئا ما عند البعض..
يذكر أن عائلة صالح الذرعاوي ما زال نسلها للحد الآن يتكاثر وهي متواجدة الآن بمنطقة بالجهة الشرقية بالمغرب قرب الجزائر تسمى ابركان ويقال أن صالح الذرعاوي أرسل لهذه المنطقة بعد أن اتضحت بركته فبعد أن اجتاح الجفاف منطقة آيث زناسن أو بني زناسن أرسل إلى هناك لإنقاذ أبناء تلك المنطقة وهناك استقر وتكاثر نسله..وإلى جانب قصة هذه العين توجد قصص عديدة عن هذا الولي التي تأكد بركته وإيمانه القوي بالله سبحانه وتعالى.

### الموقع
شمالاً: ولاية ورقلة وولاية المنيعة
شرقاً: ولاية إليزي وولاية تمنراست
جنوباً: ولاية تمنراست
غرباً: ولاية أدرار وولاية تيميمون

### المناخ
باردة شتاء وحارة صيفا تصل درجة حرارة في صيف إلى 58 درجة

## التنظيم الإداري

### التقسيم الإداري
حسب التقسيم الإداري 2019 فإن ولاية عين صالح تضم دائرتين (2) وثلاث بلديات (3) وهي:
| # | الدائرة        | البلديات                          |
| - | -------------- | --------------------------------- |
| 1 | دائرة عين صالح | بلدية عين صالح، بلدية فقارة الزوى |
| 2 | دائرة إن غار   | بلدية إن غار                      |

## شخصيات
صانع المحتوى : سلامة عمران
سلامة عمران :
Instagram : https://www.instagram.com/mrnslmh3/
YouTube : https://www.youtube.com/@Slamaomran-v9x
TikTok : https://www.tiktok.com/@slamaomran